# Deserto del Kizilkum
Il deserto del Kizilkum (anche Kyzyl Kum e Qyzylqum, dall'uzbeco ''Qizilqum, "sabbia rossa") è un ampio deserto che si estende per circa 200.000 km² (gran parte dei quali situati nel Bassopiano turanico) tra Kazakistan, Turkmenistan e Uzbekistan, in Asia centrale.
Il territorio è costituito per la maggior parte da una piana coperta di dune sabbiose, nella parte settentrionale è delimitato dal fiume Syrdarja mentre a sudovest il confine è costituito dal fiume Amudarja oltre il quale si trova l'ancor più esteso deserto del Karakum. L'origine del deserto risale all'innalzamento, avvenuto circa 60 milioni di anni fa, delle catene dell'Himalaya, di Tianshan e del Pamir che delimitarono l'ampio bacino in cui ora si trovano i deserti del Kizilkum e del Karakum.
Il principale centro abitato della regione è Bukhara. Importanti per l'economia sono i giacimenti minerari, in particolare oro, uranio, alluminio, rame, argento, petrolio e gas naturale.